# 南極蛇綿鳚
南極蛇綿鳚（学名：Lycenchelys antarctica）為輻鰭魚綱鱸形目绵鳚亞目绵鳚科的其中一種，其种加词“antarctica”意为“南极洲的”。分布於南冰洋及西南大西洋海域，屬深海底棲性魚類，棲息深度在水深3248至5320公尺，背鰭軟條106枚；臀鰭軟條95至112枚；脊椎骨117至138個，體長可達24.8公分。